# 태즈메이니아 제어
태즈메이니아 제어(영어: Tasmanian languages)는 태즈메이니아섬의 태즈메이니아 원주민들이 사용하던 토착 언어들을 가리킨다. 1830년대에는 일상적 의사소통에서 사용이 끊겼고, 1905년에는 마지막 화자 패니 코크런 스미스(영어: Fanny Cochrane Smith)가 사망하며 완전히 사멸했다.

## 연구사
태즈메이니아 제어의 자료로는 30여 개의 단어 목록이 있는데, 그 중 가장 광범위한 것은 Joseph Milligan과 George Augustus Robinson이 작성한 목록이다. 그러나 이러한 자료들은 모두 태즈메이니아 언어의 발음에 대한 이해가 부족한 상황에서 쓰였다. 최후의 화자로 알려진 패니 코크런 스미스는 축음기 실린더로 일련의 원주민 노래들을 녹음했는데, 이는 태즈메이니아 언어의 유일한 음성 기록이지만 음질이 매우 나빠 얻을 수 있는 정보가 거의 없다. 이용 가능한 자료가 희소함에도 불구하고 태즈메이니아 원주민의 후손들은 잃어버린 언어와 전통을 회복하고자 하는 운동을 벌여왔는데, 대표적인 언어 부흥 프로젝트인 팔라와 카니가 있다.

## 계통
태즈메이니아의 토착 언어에 대해서는 알려진 바가 거의 없으며 외부 언어와의 관계도 입증된 바 없다. 태즈메이니아에는 여러 언어 계통이 있었던 것으로 보이는데, 이는 섬의 인간 거주의 역사가 오래되었다는 사실과 상통한다. 1970년대에 조지프 그린버그는 태즈메이니아어족과 안다만어족, 파푸아어족을 포함(오스트레일리아 언어 제외)하는 인도태평양어족이라는 대어족 가설을 제시했으나, 오늘날 대부분의 학자에 의해 받아들여지지 않는다.

## 분류
짧은 단어 목록들을 통해 태즈메이니아에 5~16개의 언어가 있었음을 유추할 수 있으며, 추정상 4개의 어족으로 구분되었을 것으로 보인다. Schmidt (1952)는 단어 목록으로부터 5개의 언어 계통을 구별해내었고, Dixon & Crowley (1981)는 13개의 지역 변종을 평가하여 6~8개의 언어를 특정하였다.
최근의 주요 연구는 Bowern (2012)의 베이지안 계통학적 연구로, 이에 따르면 서태즈메이니아어족, 북태즈메이니아어족, 북동태즈메이니아어족, 동태즈메이니아어족(또는 오이스터 베이-브루니)을 식별할 수 있다.